# Marines (tổng)
Tổng Marines là một tổng, thuộc tỉnh Val-d'Oise trong vùng Île-de-France.

## Các xã
(điều tra dân số năm 1999, dân số không tính hai lần)
- Arronville (610 dân)
- Le Bellay-en-Vexin (258 dân)
- Berville (366 dân)
- Bréançon (332 dân)
- Brignancourt (205 dân)
- Chars (1 721 dân)
- Cormeilles-en-Vexin (863 dân)
- Épiais-Rhus (636 dân)
- Frémécourt (464 dân)
- Grisy-les-Plâtres (556 dân)
- Haravilliers (460 dân)
- Le Heaulme (187 dân)
- Marines (2 925 dân)
- Menouville (84 dân)
- Moussy (113 dân)
- Neuilly-en-Vexin (210 dân)
- Nucourt (779 dân)
- Santeuil (578 dân)
- Theuville (59 dân)